# Celecoxib
Celecoxib ist ein Arzneistoff aus der Gruppe der selektiven COX-2-Hemmer, der in der Behandlung von degenerativen Gelenkerkrankungen, chronischer Polyarthritis und Morbus Bechterew eingesetzt wird. Es wirkt gegen Schmerzen, Entzündung und Fieber.
Es wurde in den 1990er Jahren bei Monsanto/Searle (später von Pfizer übernommen) von Philip Needleman entwickelt. Im Vergleich zu anderen Nicht-Opioid-Analgetika sind selektive COX-2-Hemmer erheblich teurer und durchgängig verschreibungspflichtig.

## Klinische Angaben

### Anwendungsgebiete (Indikationen)
Celecoxib ist zur Behandlung von degenerativen Gelenkerkrankungen (Arthrose), chronischer Polyarthritis (rheumatoide Arthritis) und des Morbus Bechterew (Spondylitis ankylosans) zugelassen.
In dem unter dem Handelsnamen Onsenal zugelassenen Anwendungsgebiet der neben einer chirurgischen Therapie ergänzenden Behandlung von Patienten mit familiärer adenomatöser Polyposis (FAP) nahm Pfizer das Mittel im April 2011 in den Ländern der EU vom Markt.

### Gegenanzeigen (Kontraindikationen)
Überempfindlichkeit gegenüber Sulfonamiden, gastrointestinale Blutungen, schwere Leberfunktionsstörungen, entzündliche Magen-Darmerkrankungen, schwere Niereninsuffizienz, Herzinsuffizienz, koronare Herzkrankheit, periphere arterielle Verschlusskrankheit und zerebrovaskuläre Erkrankungen schließen eine Einnahme von Celecoxib aus.
Laut der CNT-Studie erhöht die Einnahme von Celecoxib das Risiko von oberen gastrointestinalen Komplikationen um ein 1,8-Faches.

### Wechselwirkungen mit anderen Medikamenten
Bei gleichzeitiger Einnahme von oralen Antikoagulantien besteht ein erhöhtes Blutungsrisiko, deshalb sollte besonders zu Behandlungsbeginn die INR überwacht werden. Celecoxib kann die Wirkung von Diuretika und Antihypertensiva verringern.

### Unerwünschte Wirkungen (Nebenwirkungen)
Häufig werden Infektionen der oberen Atemwege, Schlaflosigkeit und Schwindel beobachtet. Gelegentlich treten Anämie, Tinnitus und Urtikaria auf. Seltene Nebenwirkungen sind Ataxie, Magengeschwüre, Darmperforationen, Haarausfall und erhöhte Lichtempfindlichkeit. Einige Studien hatten eine vermehrte Herzinfarktrate zum Ergebnis; eine schwedische Kohortenstudie auf Basis der Registerdaten von knapp sieben Millionen Menschen konnte ein erhöhtes Risiko durch COX-2-Hemmer nicht bestätigen.
Celecoxib hemmt außerdem das Enzym Arachidonat-5-Lipoxygenase (5-LO).

## Pharmakologische Eigenschaften
Bei oraler Einnahme erreicht Celecoxib eine maximale Bioverfügbarkeit von 50–70 %. Zwei bis drei Stunden nach der Aufnahme erreicht Celecoxib die maximale Plasmakonzentration im Blut. Die Einnahme von zu fettreichem Essen verzögert die Resorption um circa eine Stunde. Die Plasmaproteinbindung beträgt etwa 97 %. Die Eliminationshalbwertszeit liegt bei sechs bis zwölf Stunden.

## Dosierung
Celecoxib soll maximal alle 12 Stunden verabreicht werden. Somit liegt die (empfohlene) Tagesdosierung bei 200–400 mg pro Tag, die Tageshöchstdosis beträgt 400 mg.

## Handelsnamen
- Celebrex (Deutschland, Österreich, Schweiz, Monopräparat)

## Weiterführende Literatur
- G. Rimon, R.S.Sidhu, D.A. Lauver et al.: Coxibs interfere with the action of aspirin by binding tightly to one monomer of cyclooxygenase-1. In: Proc Natl Acad Sci U S A. Dezember 2009, doi:10.1073/pnas.0909765106, PMID 19955429.